# 7th Issue
《Seotaiji 7th Issue》는 서태지의 세 번째 솔로 음반이자, 통산 일곱 번째 정규 음반이다. 앨범 발매전에 자신의 개인 홈페이지에서 짧은 미리듣기를 제공하기도 했다.

## 음반
서태지 자신은 이 앨범의 장르를 "감성코어"라고 명명했는데, 이것은 뉴 메탈의 인기가 지나간 후 대한민국 외에서 인기를 끈 이모코어의 영향을 받은 것으로 판단된다. 이 앨범에 담긴 이모코어적인 음악들은 이전 서태지의 음악들과 마찬가지로 세계적으로는 큰 인기를 끌고 있었지만 한국의 주류 음반 시장에선 생소한 음악이었다.
6집과 달리 7집은 감성적인 측면을 강조했는데, 전체적인 밝은 톤과 더불어 서태지의 어린시절 기억(로보트)과, 개인적인 감정(Heffy End), 팬들과의 음악적 교감과 신뢰(Live Wire)가 깊게 녹아든 가사가 특징적이다. 음악의 측면에서도 강렬한 기타 사운드 안에 담겨있는 예전의 작품에 비해 부드러워진 멜로디 라인이 서태지의 내적인 변화를 반영하고 있다. 물론 기존의 서태지의 음악에서 발견할 수 있는 사회비판적인 노래들도 수록되어 있다.
이 음반에서 발견할 수 있는 것 중 하나는 서태지 음악의 다양성이다. 7집에 발표된 세 곡의 간주곡은 일부 팬 사이트에서 주목을 받았는데 여기에서 서태지는 기존의 곡에서는 거의 찾아볼 수 없었던 전자 음악의 요소를 많이 사용하였다.
앨범에는 일본 락 밴드 LUNA SEA의 베이시스트 J, ETPFEST에 참가했었던 hide with SPREAD BEAVER의 기타리스트 KAZ, 프로그래밍을 담당하는 I.N.A가 세션으로 참여했다.
총 판매량은 482,066장이다.

### 리마스터링 재발매판
2007년 발매된 서태지 15주년 기념 박스세트에 포함된 버전이 2009년에 개별적으로 재발매된 것인데, 히든트랙으로는 2004년에 7집 활동이 끝나갈 즈음 공개됐었던 〈Watchout〉과 제로 투어 라이브 음원이 포함되었다.

## 수록곡

### CD
| #   | 제목         | 작사   | 작곡   | 재생 시간 |
| --- | ------------ | ------ | ------ | --------- |
| 1.  | Intro        |        | 서태지 | 1:01      |
| 2.  | Heffy End    | 서태지 | 서태지 | 3:22      |
| 3.  | Nothing      | -      | -      | 0:17      |
| 4.  | Victim       | 서태지 | 서태지 | 3:30      |
| 5.  | DB           |        | 서태지 | 0:36      |
| 6.  | Live Wire    | 서태지 | 서태지 | 3:53      |
| 7.  | 로보트       | 서태지 | 서태지 | 5:01      |
| 8.  | Down         |        | 서태지 | 0:24      |
| 9.  | 10월 4일     | 서태지 | 서태지 | 3:43      |
| 10. | F.M Business | 서태지 | 서태지 | 4:02      |
| 11. | 0 (Zero)     | 서태지 | 서태지 | 5:31      |
| 12. | Outro        | 서태지 | 서태지 | 2:09      |

### TAPE
| #  | 제목      | 작사·작곡 | 편곡   | 재생 시간 |
| -- | --------- | --------- | ------ | --------- |
| 1. | Intro     | 서태지    | 서태지 | 1:01      |
| 2. | Heffy End | 서태지    | 서태지 | 3:22      |
| 3. | Nothing   |           | -      | 0:17      |
| 4. | Victim    | 서태지    | 서태지 | 3:30      |
| 5. | DB        |           | 서태지 | 0:36      |
| 6. | Live Wire |           | 서태지 | 3:53      |
| 7. | 로보트    |           | 서태지 | 5:01      |
| 8. | Down      |           | 서태지 | 5:01      |

| #  | 제목         | 작사·작곡 | 편곡   | 재생 시간 |
| -- | ------------ | --------- | ------ | --------- |
| 1. | 10월 4일     | 서태지    | 서태지 | 3:43      |
| 2. | F.M Business | 서태지    | 서태지 | 4:02      |
| 3. | 0 (Zero)     |           | 서태지 | 5:30      |
| 4. | Outro        |           | 서태지 | 2:09      |

| #   | 제목                                  | 재생 시간 |
| --- | ------------------------------------- | --------- |
| 1.  | Intro                                 | 1:01      |
| 2.  | Heffy End                             | 3:22      |
| 3.  | Nothing                               | 0:17      |
| 4.  | Victim                                | 3:30      |
| 5.  | DB                                    | 0:36      |
| 6.  | Live Wire                             | 3:53      |
| 7.  | 로보트                                | 5:01      |
| 8.  | Down                                  | 0:24      |
| 9.  | 10월 4일                              | 3:43      |
| 10. | F.M Business                          | 4:02      |
| 11. | 0 (Zero)                              | 5:30      |
| 12. | Outro                                 | 2:09      |
| 13. | Watchout                              | 3:16      |
| 14. | Intro : For Zero Tour ('04 Zero Live) | 1:04      |
| 15. | F.M Business ('04 Zero Live)          | 4:19      |
| 16. | Victim ('04 Zero Live)                | 4:01      |
| 17. | Heffy End ('04 Zero Live)             | 3:23      |
| 18. | 로보트 ('04 Zero Live)                | 5:30      |
| 19. | 10월 4일 ('04 Zero Live)              | 3:58      |
| 20. | Live Wire ('04 Zero Live)             | 4:31      |
| 21. | Zero ('04 Zero Live)                  | 5:36      |
| 22. | Outro ('04 Zero Live)                 | 2:26      |

## 참여
이 목록은 해당 앨범의 부클릿 〈staff〉목록에서 발췌하였다.
| - 서태지: 프로듀서, 이그제큐티브 프로듀서(서태지컴퍼니), 작사·작곡·편곡, 보컬, 전기 기타, 베이스 기타, 컴퓨터 프로그래밍, 디지털 에디트 참여 음악인 - TOP: 전기기타, 편곡 - 헤프 홀터: 드럼 - INA(hide with Spread Beaver): 편곡, 컴퓨터 프로그래밍, 디지털 에디트 - Kaz(hide with Spread Beaver): 전기기타 - J: 베이스 - Takayuki Hattori(Face Music): 현악 편곡·지휘(11) 스탭 - 사운드 시티 스튜디오: 녹음, 믹싱 - Josh Wilbur: 녹음 - Teruaki Kitagawa: 현악 녹음 - Eric Westfall: 기타 앰프 - Takehiko Natto, Nobushige Mashiko: 보조 기술자 - Josh Wilbur, 서태지: 믹싱 - Kazutaka 'Master'Minemori(Master tone), Murakami, Hiroto Higuchi(Nash), Kuniaki'Stanly'Ootsuki, Tadayuki Tsuji(Team active), Akira Oomachi(Back line tech), Sunao'Jesse'Imagawa: 음악 테크니션 - Yasuji Maeda(Bernie Groundman Mastering): 마스터링 - Tomo(Unlimited America): 레코딩 코디네이션 | - 서태지: 프로듀서, 이그제큐티브 프로듀서 - Tower Mastering studio(로스엔젤레스), Techno-T studio: 마스터링 스튜디오 |

### 내용주
1. ↑  emocore. 일명 '이모'(emo)이며, 한국에서는 바닐라 유니티 등의 아티스트가 있다.

### 참조주
1. ↑  ▒ NO1.뉴미디어'마이데일리 ▒
2. ↑  《7th Issue》 라이너 노츠